# Cryptus piliceps
Cryptus piliceps là một loài tò vò trong họ Ichneumonidae.